# Duren (Klakah)
Duren is een bestuurslaag in het regentschap Lumajang van de provincie Oost-Java, Indonesië. Duren telt 3025 inwoners (volkstelling 2010).